# Jeff Lindsay
Jeff Lindsay (författarnamn för Jeffrey P. Freundlich) född 14 juli 1952 i Miami, Florida, är en amerikansk författare av kriminalromaner.
Lindsay är mest känd för att ha skrivit kriminalserien Dexter. Den första boken i serien Darkly Dreaming Dexter blev först nominerad till en Edgar Award i klassen "Bästa debutroman" men nomineringen drogs tillbaka då Mystery Writers of America som ansvarar för priset upptäckte att Lindsay tidigare hade gett ut böcker under namnet Jeffrey P. Lindsay.
Tv-serien Dexter (2006) är baserad på boken. Den andra säsongen baseras däremot inte på uppföljaren Dearly Devoted Dexter.
Lindsay bor tillsammans med sin fru, Hilary Hemingway och deras tre döttrar i Cape Coral, Florida.

## Facklitteratur
• Hunting with Hemingway (2000) (tillsammans med Hilary Hemingway)

## Skönlitteratur
- Tropical Depression: A Novel of Suspense (1994)
- Dream Land: A Novel of the UFO Coverup (1995)
- Time Blender (1997)
- Dreamchild (1998)

Dexter
1. Darkly Dreaming Dexter (2004) [översatt kopia utgiven 2005; Dexters dunkla drömmar]
2. Dearly Devoted Dexter (2005) [översatt kopia 2009; Dexter hängiven hämnare]
3. Dexter in the Dark (2007)
4. Dexter by Design (2009)
5. Dexter Is Delicious (2010)
6. Double Dexter (2011)
7. Dexter's Final Cut (2013)
8. Dexter is Dead (2015)

Billy Knight
1. Red Tide (2015)
2. Tropical Depression (2016)